# Richmond WCT 1973
Il Richmond WCT 1973 è stato un torneo di tennis giocato sul sintetico indoor. È stata la 8ª edizione del torneo che fa parte del World Championship Tennis 1973. Si è giocato a Richmond negli Stati Uniti dal 29 gennaio al 4 febbraio 1973.

## Campioni

### Singolare maschile
Rod Laver ha battuto in finale  Roy Emerson con il punteggio di 6–4, 6–3

### Doppio maschile
Roy Emerson /  Rod Laver hanno battuto in finale  Terry Addison /  Colin Dibley con il punteggio di 3–6, 6–3, 6–4